# Nicolau Eimeric
Nicolau Eimeric (em catalão: Nicolau Aymerich) (Girona, cerca de 1320 — Girona, 4 de janeiro de 1399) foi um teólogo católico e inquisidor catalão. Ficou conhecido principalmente como autor da obra Directorium inquisitorum (Manual dos Inquisidores).

## Biografia

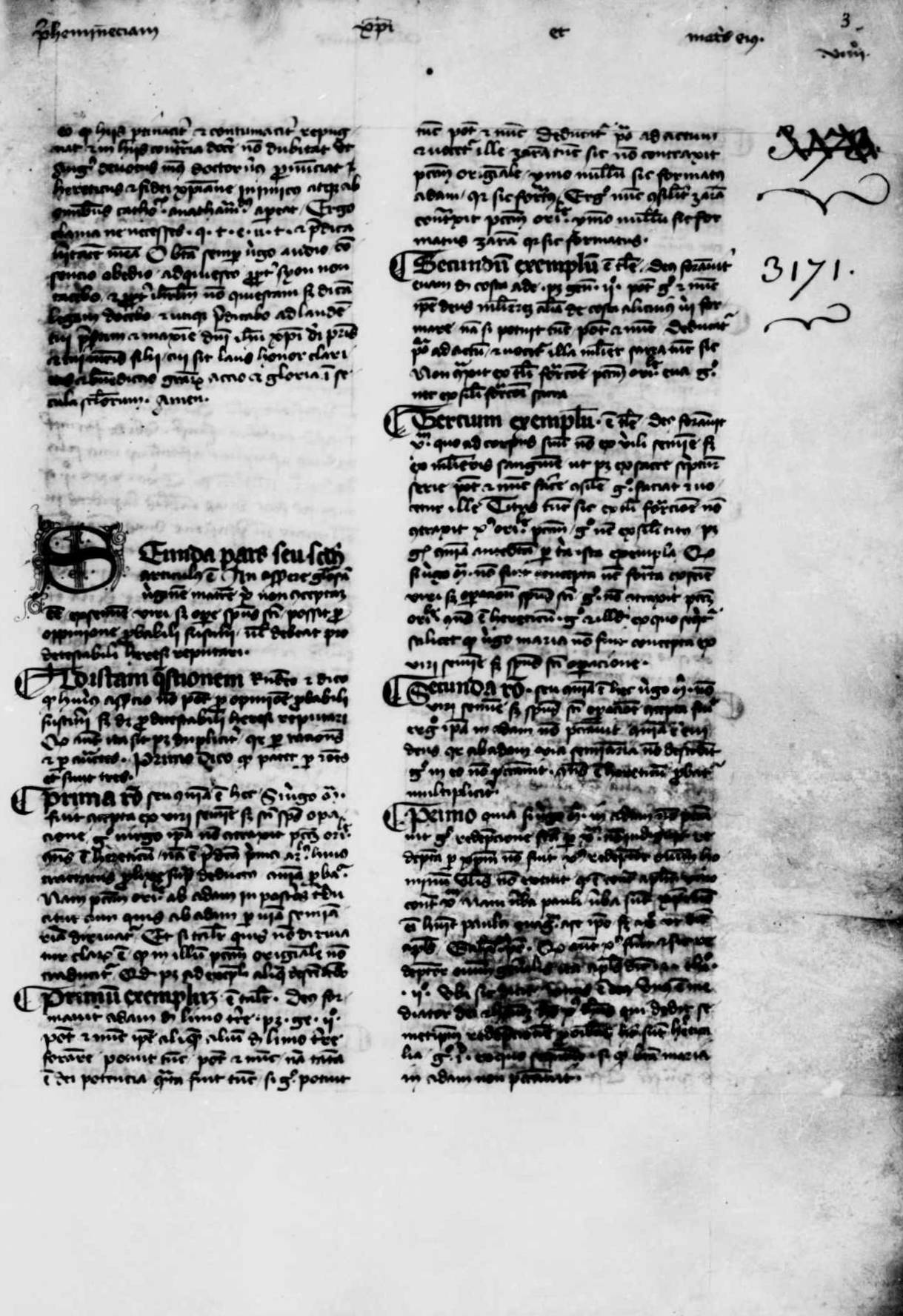
Coleção de 13 tratados escritos por Eymerich. Manuscrito, século 14 a 15. Paris, Bibliothèque Nationale de France.

Entrou para a Ordem Dominicana muito jovem, tomou o hábito em 1334, e adquiriu uma reputação inicialmente como um teólogo. Foi nomeado Inquisidor Geral de Aragão por Inocêncio VI em 1357. Perseguiu os hereges com tal rigor em Aragão, que provocou críticas e oposição, e que foi suspenso de funções em 1360. Ele encontrou, no entanto o seu posto depois de alguns anos. Entre 1376 e 1378, fez uma longa estada na corte papal em Avinhão, onde publicou seu famoso Directorium Inquisitorum, depois de Roma. As funções do Grande Inquisidor, posteriormente levou a freqüentes viagens a Avinhão. Ele foi banido por João I, após sua ascensão ao trono de Aragão (1387), pelas posições que tinha tomado na luta contra as heresias. Poderia regressar ao seu mosteiro em Girona em 1397, onde morreu pouco depois. O seu epitáfio, "praedicator veridicus, inquisitor intrepidus, doctor egregius" resume a sua vida como: "um pregador da verdade, intrépido inquisidor, excelente académico".
A sua obra mais famosa é o Directorium Inquisitorum (Manual dos Inquisidores), que conclui em 1376, mais tarde adaptado por Francisco Peña em 1578 e parcialmente publicado em francês sob o título Manual de inquisidores, manual jurídico no qual ele explica a origem, os direitos e processos da Inquisição.  Na primeira parte, o livro  reúne os textos de referência. Compila os textos canónicos, pontifícios e papais dos Padres da Igreja, bem como os textos dos Concílios que definem a fé da Igreja Católica. A segunda parte descreve e define as várias heresias. A terceira parte do guia trata em pormenor dos procedimentos da inquisição, incluindo  em particular várias  páginas sobre as regras para usar a tortura, que poderia sempre ser continuada várias vezes, mas não repetida. O Regimento de 1640 da Inquisição Portuguesa determinava que cada tribunal do Santo Ofício deveria possuir um exemplar do livro.